# نيكولاس رويغ
نيكولاس رويغ (بالإنجليزية: Nicolas Roeg)‏ هو مخرج ومصور سينمائي بريطاني.
في بداية مسيرته كان رويغ مصور سينمائي في وحدة التصوير الثانية لفيلم لورنس العرب ثم مصور قناع الموت الأحمر وفهرنهايت 451. هو قام بإخراج وتصوير Performance في 1971. افلامه الأخرى تشمل Walkabout و Don't Look Now و The Man Who Fell to Earth.

## روابط خارجية
- نيكولاس رويغ على موقع IMDb (الإنجليزية)
- نيكولاس رويغ على موقع الموسوعة البريطانية (الإنجليزية)
- نيكولاس رويغ على موقع روتن توميتوز (الإنجليزية)
- نيكولاس رويغ على موقع مونزينجر (الألمانية)
- نيكولاس رويغ على موقع ألو سيني (الفرنسية)
- نيكولاس رويغ على موقع ميوزك برينز (الإنجليزية)
- نيكولاس رويغ على موقع أول موفي (الإنجليزية)
- نيكولاس رويغ على موقع قاعدة بيانات الأفلام السويدية (السويدية)
- نيكولاس رويغ على موقع إن إن دي بي (الإنجليزية)
- نيكولاس رويغ على موقع ديسكوغز (الإنجليزية)